# Aleluia da Missa de Pentecostes
O Aleluia da Missa de Pentecostes, Gradual da Missa de Pentecostes ou Gradual do Espírito Santo é uma das unidades funcionais da Missa católica da festa de Pentecostes, que utiliza o texto Alleluia, Emitte Spiritum tuum. Embora ocupe o lugar convencionalmente destinado ao Gradual, na estrutura da Missa católica, a Missa de Pentecostes emprega um Aleluia, unidade funcional que principia por essa palavra e, por essa razão, na tradição luso-brasileira anterior ao século XX, o Aleluia da Missa de Pentecostes foi muitas vezes denominado Gradual do Espírito Santo.

## Composições musicais
Na Idade Média, o Aleluia da Missa de Pentecostes era cantado em canto gregoriano, mas a partir do século XVI passou a ser musicado também em polifonia, por autores como William Byrd, Johann Evangelist Habert, Paul Leo Söhner e Samuel Webbe. No Brasil existem composições para essa cerimônia por autores como José Maurício Nunes Garcia, João de Araújo Silva e Miguel Teodoro Ferreira, além de outros autores não identificados, a partir de fins do século XVIII, especialmente no Museu da Música de Mariana.

## Texto latino
| Alleluia, alleluia.                                                                        | Aleluia, aleluia.                                                                                     |
| V. Emitte Spiritum tuum, et creabuntur: et renovabis faciem terræ. Alleluia.               | V. Enviai o vosso Espírito, que produza nova criação: ficará assim renovada a face da terra. Aleluia. |
| Alleluia, alleluia.                                                                        | Aleluia, aleluia.                                                                                     |
| V. Veni, Sancte Spiritus, reple tuorum corda fidelium: et tui amoris in eis ignem accende. | V. Vinde, Espírito Santo, enchei o coração dos vossos fieis e acendei neles o fogo do vosso amor.     |

## Composições internacionais para o Aleluia da Missa de Pentecostes
- «Composições internacionais para o Aleluia da Missa de Pentecostes (CPDL)»

## Composições no Brasil para o Aleluia da Missa de Pentecostes
- «SILVA, João de Araújo. Gradual do Espírito Santo. AMB-03 (partitura - IMSLP)»
- «SILVA, João de Araújo. Gradual do Espírito Santo. AMB-03 (áudio - Archive.org)»
- «FERREIRA, Miguel Teodoro. Gradual e Ofertório do Espírito Santo. AMB-04 ((partitura - IMSLP)»
- «FERREIRA, Miguel Teodoro. Gradual e Ofertório do Espírito Santo. AMB-04 (áudio - Archive.org)»
- «GARCIA, José Maurício Nunes. Gradual do Espírito Santo (partitura - CPDL)»